# La vedova inconsolabile ringrazia quanti la consolarono
La vedova inconsolabile ringrazia quanti la consolarono è un film del 1973, diretto da Mariano Laurenti.

## Trama
Dopo la morte del ricchissimo marito Salvatore per un incidente d'auto, la bella moglie Caterina si prepara a incassare l'enorme eredità ma, poiché il defunto non ha fatto testamento e quando era vivo era sterile, la moglie potrà beneficiare del lascito solo se, entro i trecento giorni stabiliti dalla legge, darà alla luce un figlio.
Saputo questo, Tano e Nico, i fratelli di Salvatore, che intascherebbero miliardi se Caterina non dovesse adempiere a tale condizione, organizzano una guardia armata alla villa in cui lei vive con la madre Francesca, sbarrando la strada a tutte le persone di sesso maschile.
Un ladro, il barone Carlo Niscemi, nobile decaduto, riesce a intrufolarsi durante un ricevimento e cerca di rubare le cambiali su cui erano scritti i debiti di gioco per i quali si era indebitato con Salvatore. Non potendo uscire, viene costretto dalla madre di Caterina ad andare a letto con la figlia, che è consenziente, allo scopo di farle concepire un figlio.
I vari tentativi di avere un rapporto sessuale con la donna risultano però infruttuosi: il ladro si eccita solo con Francesca. Questa mette così a punto un piano: eccita l'uomo e lo invita nel suo letto, ma quando questi vi entrerà, ad attenderlo non ci sarà lei ma Caterina.
Nel frattempo, Nico, uno dei due fratelli, innamorato di Caterina, finirà per passare una notte con la madre di lei, credendo di fare l'amore con la figlia.
Trecento giorni dopo vengono partoriti due bambini, uno di Caterina, l'altro di Francesca. Nico arriva alla villa col fratello convinto di avere la prova che il figlio di Caterina sia suo e di ottenere così l'eredità ed invece è costretto a promettere a Francesca che la sposerà per salvare il suo onore. Caterina e Carlo si baciano felici del figlio e dell'eredità e del loro amore.

## Produzione
Il film è stato girato ad Acireale, in provincia di Catania ed a Frascati, in provincia di Roma.